# Henri de Beaucorps
Pour les articles homonymes, voir Beaucorps.
Henri de Beaucorps est un militaire français né le 16 juin 1873 à Orléans (Loiret) et mort le 28 janvier 1961 dans la même ville.

## Biographie
Henri Octave Marie de Beaucorps naît à Orléans le 16 juin 1873 sous la Troisième République.
Il suit ses études au collège Notre-Dame de Sainte-Croix au Mans (Sarthe) puis à l'école spéciale militaire de Saint-Cyr dans la promotion Siam de 1892.
Nommé capitaine d'infanterie en 1914 au début de la Première Guerre mondiale, il devient chef de bataillon dans le 107e régiment d'infanterie en 1918 dans lequel il se maintient avec le grade de lieutenant-colonel jusqu'en 1929.
Il est alors nommé colonel et prend la direction du centre de recrutement d'Orléans jusqu'à sa retraite en 1931.
Il se réengage volontairement dès 1936 puis est rappelé au service actif en 1938.
Il prend le commandement du 51e régiment régional en 1939 et organise la défense de la ville d'Orléans au début de la Seconde Guerre mondiale puis la retraite de son régiment à Lussac-les-Églises (Haute-Vienne).
Il meurt à Orléans le 28 janvier 1961 à l'âge de 87 ans.
Henri de Beaucorps a été membre de la société archéologique et historique de l'Orléanais et possédait une résidence familiale à Saint-Denis-de-l'Hôtel (Loiret) au château de Saint-Aignan.

## Distinctions
- Chevalier de la Légion d'honneur (28 octobre 1915)
- Officier de la Légion d'honneur (5 juillet 1925)